# Powiat Sopron
Powiat Sopron – jeden z siedmiu powiatów komitatu Győr-Moson-Sopron na Węgrzech. Powiat położony jest w północno-zachodniej części Węgier, na obszarze Małej Niziny Węgierskiej i od zachodu graniczy z Austrią.
Siedzibą władz jest miasto Sopron.
Powiat liczy 93.573 mieszkańców (2001 r.) i zajmuje powierzchnię 857 km².

## Miejscowości i gminy powiatu Sopron
Na terenie powiatu znajdują się trzy miasta: Sopron, Fertőd i Fertőszentmiklós; pozostałe ośrodki osadnicze mają status wsi.

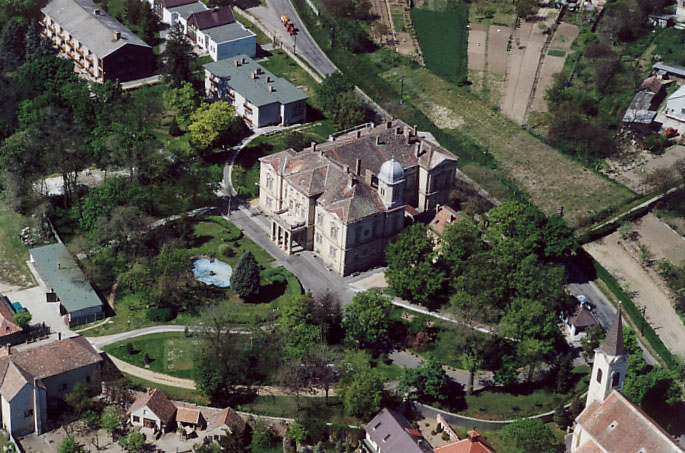
pałac w Nagylózs

Powiat dzieli się na następujące gminy (wsie lub miasta):
- Ágfalva
- Csáfordjánosfa
- Csapod
- Csér
- Ebergőc
- Egyházasfalu
- Fertőboz
- Fertőd
- Fertőendréd
- Fertőhomok
- Fertőrákos
- Fertőszentmiklós
- Fertőszéplak
- Gyalóka
- Harka
- Hegykő
- Hidegség
- Iván
- Kópháza
- Lövő
- Nagycenk
- Nagylózs
- Nemeskér
- Pereszteg
- Petőháza
- Pinnye
- Pusztacsalád
- Répceszemere
- Répcevis
- Röjtökmuzsaj
- Sarród
- Sopron
- Sopronhorpács
- Sopronkövesd
- Szakony
- Újkér
- Und
- Völcsej
- Zsira